# 애니미즘
애니미즘(영어: animism ← 라틴어: anima('숨, 생명, 영혼'이라는 뜻)에서 파생)은 해, 달, 별, 강과 같은 자연계의 모든 사물과 불, 바람, 벼락, 폭풍우, 계절 등과 같은 무생물적 자연 현상과 생물(동·식물) 모두에 생명이 있다고 보고, 그것의 영혼을 인정하여 인간처럼 의식, 욕구, 느낌 등이 존재한다고 믿는 세계관 또는 원시 신앙이다. 달리 말해, 애니미즘은 각각의 사물과 현상 즉, 무생물계에도 정령(精靈) 또는 영혼, 즉 '눈에 보이지 않는 어떤 영적인 힘 또는 존재'가 깃들어 있다고 믿는 것이다.
이 낱말은 "숨, 삶, 영혼"이라는 의미를 갖는 라틴어 anima에서 비롯했으며, 종교의 기원에 관해 제출된 여러 이론 가운데 하나이다. 한때 서구권에서 종교에 관한 진화적 시각이 유행하였는데, 지금은 폐기된 이 관점에 따르면 종교는 애니미즘에서 기원하여 다신교와 단일신교를 차례로 거쳐 일신교로 발전한다. 이 발전 도식에서, 다신교는 정령들이 자신만의 특징적인 형태와 능력을 가진, 특정 사물이나 현상에만 깃들어 있지 않은 독자적인 신으로 변화하는 단계이다. 단일신교는 신들 사이에 계층 분화가 일어나고 가장 큰 힘을 가진 신이 최고신이 되어 신앙의 주된 대상이 되는 단계이다. 일신교는 단일신교의 과정이 심화되어 단 하나의 전능한 신, 즉, 유일신만이 존재하고 나머지는 그것에 흡수되거나 그것의 사자(使者)가 되는 단계이다.

## 같이 보기
- 세계 영혼
- 물활론 (철학)
- 샤머니즘
- 팀 잉골드